# Сборная Сент-Винсента и Гренадин по футболу
Сбо́рная Сент-Винсе́нта и Гренади́н по футбо́лу (англ. Saint Vincent and the Grenadines national football team) — представляет Сент-Винсент и Гренадины на международных футбольных соревнованиях.

## История
Команда официально выступает на международной арене с 1989 года, за свою историю лишь раз квалифицировалась на крупный турнир — Золотой кубок КОНКАКАФ 1996 года, где проиграла обеим командам своей подгруппы (0:5 от Мексики и 0:3 от Гватемалы). Чтобы отбираться на финальный турнир Золотого кубка КОНКАКАФ, команда принимает участие в розыгрыше Карибского кубка. Лучшее достижение Сент-Винсента и Гренадин на этом турнире — второе место, занятое в 1995 году.

## Чемпионат мира
- 1930—1986 — не существовала
- 1990 — не являлась членом ФИФА
- 1994—2026 — не прошла квалификацию

## Золотой кубок КОНКАКАФ
- 1991 — не принимала участия
- 1993 — не прошла квалификацию
- 1996 — групповой этап
- 1998—2002 — не прошла квалификацию
- 2003 — не принимала участия
- 2005—2019 — не прошла квалификацию

## Карибский кубок
- 1989 — финальный турнир
- 1991 — не принимала участие
- 1992 — финальный турнир
- 1993 — финальный турнир
- 1994 — не прошла квалификацию
- 1995 — финал
- 1996 — финальный турнир
- 1997 — первый этап
- 1998 — первый этап
- 1999 — первый раунд
- 2001 — квалификационная группа
- 2005 — второй раунд плей-офф
- 2007 — финальный турнир
- 2008 — первый раунд

## Известные тренеры
- Стюарт Холл
- Зоран Враньеш
- Бертиль Сент-Клер